# Warta (samochód)
Warta – polski samochód rolniczy wyprodukowany w Instytucie Obróbki Plastycznej w Poznaniu.
Samochód po raz pierwszy zaprezentowano w Warszawie podczas wystawy samochodów rolniczych, towarzyszącej VI Zjazdowi PZPR (Pałac Kultury i Nauki) w grudniu 1971. Był to trzy- lub pięcioosobowy, dwudrzwiowy (z drzwiami tylnymi) pojazd typu furgon. Konstruktorem podwozia pojazdu był inż. Bogdan Sobczyński, nadwozia – dr inż. Zbigniew Wiśniewski. Inż. Eugeniusz Szplit kierował pracami warsztatowymi i koordynacją montażu, a 8-osobowym zespołem pracowników wykonawczych zarządzał mistrz Kazimierz Kubiak.
Parametry techniczne:
- masa własna - 1250 kg,
- ładowność - 600 kg,
- długość - 4060 mm,
- szerokość - 1700 mm,
- wysokość - 1800 mm,
- prędkość maksymalna - 85 km/h,
- ogumienie - 6,70-15,
- wnętrze - części z Polskiego Fiata 125p oraz Nysy (siedzenia),
- nadwozie - blaszane, powstałe przy zastosowaniu metody rozpęczania powłok metalowych,
- dach - płócienny, w tylnej partii zsuwany do przodu.

Pojazd nie zyskał uznania i nie został skierowany do produkcji. Nabyte doświadczenia wykorzystano jednak w dalszej pracy, m.in. podczas konstrukcji samochodu Warta 2.